# Telepódium
A Telepódium a Magyar Televízió szórakoztató műsora volt, amelyet 1981 és 1986 között sugárzott. A műsor két megalkotója Bednai Nándor és Kállai István volt.
A televíziós műsor adásaiban a kabaréösszeállítások mellett színpadi vígjátékokat is előadtak. A televíziós adásokat közönség előtt a Vidám Színpadon rögzítették, nagyrészt az ottani társulattal.
A '80–as évek népszerűbb szórakoztató műsorának egyike volt az ugyanebben az évben indított Szeszélyes évszakok mellett. A műsor jelentősebb kabaréjelenetei később a Magyar Televízió számos válogatás műsoraiban is szerepeltek.

## Története
Az alkotók, Bednai Nándor és Kállai István már próbálkoztak korábban szkeccsjelenetek televíziós megjelenésével (a korábban készített Van egy fantasztikus ötlete? című műsorukban a nézők által kitalált alapötletek alapján írtak meg különböző humoros jeleneteket és adták elő a stúdióban közönség előtt).
Ezt gondolták később tovább a Telepódium című műsorban, amely során a megírt jeleneteket, illetve színdarabot a televíziós rögzítés előtt pár alkalommal színpadon is előadták.
A Telepódium olyan komédiaszínház, ahol minden műsort hét alkalommal, fizető közönség előtt játszunk. Így a harmadik előadás után a szerzők is, a színészek is, és mi is le tudjuk már mérni, min nevetnek a nézők, mi tetszik, mi a jó, melyik poénra jön be a kacagás, és mi az, amin változtatni kell.

## Gyártása
A Vidám Színpadon tartott hét előadásból az utolsó kettő volt a tévés felvétel. Az eredeti tervek szerint egy évben hat darabot, kétrészes előadást rögzítettek egyenként 60—70 perces időtartamban. Ennek első része kabaré-összeállítás, a második része pedig bohózat, komédia, szatíra vagy abszurd színmű volt. Ezeket később külön–külön sugározták havonta egyszer, így évi 12 adás került a televíziós műsorba (később azonban változó időpontokban és rendszerességgel kerültek adásba).

## Társulat
A Telepódium "alaptársulatának" nagyobb része a Vidám Színpad színészeiből állt. A feltűnt színészek között volt:
- Agárdy Gábor
- Bodrogi Gyula
- Csala Zsuzsa
- Csákányi László
- Gálvölgyi János
- Halász László
- Harsányi Gábor
- Hámori Ildikó
- Hernádi Judit
- Horváth Gyula
- Inke László
- Kabos László
- Körmendi János
- Moór Marianna
- Sas József
- Schubert Éva
- Szuhay Balázs
- Verebély Iván

## Epizódlista
A színdaraboknál az író fel van tüntetve, a kabaréösszeállításoknál írói stáb működött.
| Dátum               | Cím                                         | Író                                        | Rendező           |
| ------------------- | ------------------------------------------- | ------------------------------------------ | ----------------- |
| 1981. december 31.  | Mindent Vállalunk – Önkéntes kabarétársulás |                                            | Bodrogi Gyula     |
| 1982. február 6.    | Mindenért fizetni kell!                     |                                            | Bednai Nándor     |
| 1982. április 17.   | A magyar csoda                              |                                            | Bednai Nándor     |
| 1982. május 8.      | A kitüntetés                                | Herczenik Miklós–Polgár András             | Bednai Nándor     |
| 1982. június 12.    | Tiszta idegbaj                              |                                            | Gyökössy Zsolt    |
| 1982. július 24.    | Kutyakomédia                                | Bencsik Imre                               | Kalmár Tibor      |
| 1982. augusztus 7.  | Csak semmi politika...                      |                                            | Bednai Nándor     |
| 1982. október 30.   | Mindenre van magyarázat                     |                                            | Kalmár Tibor      |
| 1983. január 21.    | Alacsony az Ararát                          | Görgey Gábor                               | Sándor János      |
| 1983. február 18.   | A tökéletes házasság                        | Fehér Klára                                | Bednai Nándor     |
| 1983. március 11.   | Bombaüzlet                                  | Vadnay László–Faragó Sándor–Ágoston György | Bednai Nándor     |
| 1983. május 28.     | Minket kérem informálnak?!...               |                                            | Deák István       |
| 1983. július 23.    | A teljesség igénye nélkül                   |                                            | Halasi Imre       |
| 1983. szeptember 3. | A végzet asszonya                           | Tabi László                                | Pethes György     |
| 1983. október 1.    | Két férfi az ágy alatt                      | Geszty Péter                               | Horváth Tivadar   |
| 1983. október 15.   | Életkedv–elvevők, rajta!                    | [ * 3 ]                                    | Kalmár András     |
| 1983. november 12.  | Az első férfi                               | Bencsik Imre                               | Petrik József     |
| 1983. december 17.  | Telepohár                                   | [ * 4 ]                                    | Finta Zoltán      |
| 1983                | Nem volt ez Amerika                         | Görög László                               | n.a.              |
| 1984. január 7.     | Az áldozat visszatér                        | Robert Thomas                              | Bednai Nándor     |
| 1984. március 9.    | És ez még Mind Semmi? / Ez még semmi...     |                                            | Halasi Imre       |
| 1984. április 14.   | A kör négyszögesítése                       | Valentyin Katajev                          | Marton László     |
| 1984. május 19.     | Nincs mese                                  |                                            | Deák István       |
| 1984. június 30.    | Kölcsönlakás                                | Bencsik Imre                               | Kalmár Tibor      |
| 1984. július 6.     | Kikkel vagyunk körülvéve?                   |                                            | Bednai Nándor     |
| 1984. július 11.    | Bakonyi boszorkák                           | Barnassin Anna                             | Kazán István      |
| 1984. július 28.    | Zsákutca                                    |                                            | Korcsmáros György |
| 1984. november 24.  | A három Pestőr                              |                                            | Kalmár Tibor      |
| 1984. december 31.  | Valahogy mindig lesz                        |                                            | Bánki Iván        |
| 1984                | Spanyolul tudni kell                        | Tabi László                                | Horváth Tivadar   |
| 1985. január 12.    | Az admirális                                | Rejtő Jenő–Nádassi László                  | Pethes György     |
| 1985. április 13.   | Csak ne jósoljunk                           |                                            | Deák István       |
| 1985. május 11.     | Francia négyes                              | Georges Feydeau                            | Farkas Tamás      |
| 1985. június 15.    | Televáró I.                                 |                                            | Verebes István    |
| 1985. június 16.    | Televáró II.                                |                                            | Verebes István    |
| 1985. szeptember 7. | A férj vadászik                             | Georges Feydeu                             | Bán Róbert        |
| 1985. november 16.  | Mindent egy helyen                          |                                            | Kalmár Tibor      |
| 1985                | Elvonókúra                                  | Rejtő Jenő – Ágoston György                | Gyökössy Zsolt    |
| 1985                | Ciprián mester                              | Lőrincz Miklós – Ágoston György            | Gyökössy Zsolt    |
| 1985                | Kíméljük egymást                            |                                            | n.a.              |
| 1985                | Majd kialakul                               | n.a.                                       | n.a.              |
| 1985                | Csak nem leégni                             | n.a.                                       | n.a.              |
| 1986. január 24.    | Aperitif avagy Most mi jövünk..             |                                            | Straub Dezső      |
| 1986. március 7.    | Nehéz nőnek lenni?                          |                                            | Petrik József     |
| 1986. július 14.    | Csacsifogat                                 | Kertész Imre                               | Petrik József     |

Megjegyzések
1. ↑  A tv kredit szerint idegen ötletből írták.
2. ↑  Dosztojevszkij kisregényéből készült Szántó Armand és Szécsén Mihály átdolgozásának felhasználásával.
3. ↑  Vezető írók: Kállai István és Litványi Károly.
4. ↑  Szerkesztő: Farkasházy Tivadar.
5. ↑  Görög László műveiből televízióra alkalmazta: Litványi Károly.
6. ↑  Televízióra alkalmazta: Ungvári Tamás.
7. ↑  Magyar színpadra alkalmazta: Abody Béla.
8. ↑  Élő adás.
9. ↑  Színpadra alkalmazta: Geszty Péter.
10. ↑  Televízióra alkalmazta: Zsolnai Gábor.
11. ↑  A műsor a 2-es csatornán volt látható.
12. ↑  Színpadra alkalmazta: Vinkó József.